# 平長盛
平長盛（たいら の ながもり）は、平安時代後期の武将。平忠正の長男。弟に忠綱、正綱、通正がある。長盛のみ父の偏諱が含まれない名前だが、「長」の字は父が仕えていた藤原頼長からの偏諱（「盛」は伊勢平氏の通字）と考えられる。

## 略歴
崇徳上皇に親しく仕え、その北面・蔵人となり、新院蔵人と呼ばれた。保元元年（1156年）の保元の乱においては、父や三人の弟と共に上皇方として参戦。敗戦に伴い、一家全員捕虜となり、従兄弟の平清盛の手によって処刑された。
一女は宇都宮業綱に嫁ぎ、頼綱の母となったという（『系図纂要』）。また後世、江戸幕府幕臣の服部氏は、伊賀国に住んだ長盛の一子長光の後裔を称している。

## 系譜
- 父：平忠正
- 母：不詳
- 妻：不詳
  - 男子：平長光
  - 女子：宇都宮業綱室